# +Ultra
+Ultra (プラス・ウルトラ Purasu Urutora?, estilizado como 『＋Ultra』) es un bloque de programación de Fuji TV dedicado al anime y se emite todos los miércoles por la noche/jueves por la mañana de 00:55 a 1:25.

## Descripción general
El anuncio del bloque se produjo el 8 de marzo de 2018 y su debut se produjo en octubre de 2018 con su primer anime Ingress: The Animation. Según el productor de +Ultra y noitaminA, Mori Akitoshi de Fuji TV, el bloque de programación es una especie de hermano del bloque noitaminA debido a que es una visión única de un bloque de anime muy parecido. En el anuncio, se dijo que el bloque se realizó debido a la diversificación de los medios de visualización con anime que se comparte en todo el mundo a través de servicios de transmisión, por lo que el bloque se basa en el concepto de difundir la cultura del anime en el extranjero con animación de alta calidad por el mundo.

### Coproducciones con Crunchyroll
El 23 de septiembre de 2021, Crunchyroll, Slow Curve y Fuji TV anunciaron el comienzo de una asociación para coproducir nuevos proyectos de anime, y el primer conjunto se lanzará en abril de 2022. Los títulos se transmitirán en Japón exclusivamente en +Ultra, y en Crunchyroll en todo el mundo fuera de Asia. Entre los primeros proyectos anunciados estaban Estab-Life de Gorō Taniguchi y un Ōyukiumi no Kaina de Polygon Pictures y Tsutomu Nihei. Crunchyroll y Fuji TV coprodujeron juntos Muv-Luv Alternative, antes del anuncio de la asociación.

## Títulos
| N.º | Título                               | Fecha de primera transmisión | Fecha de última transmisión | Eps. | Estudio                           | Notas                                                                                    |
| --- | ------------------------------------ | ---------------------------- | --------------------------- | ---- | --------------------------------- | ---------------------------------------------------------------------------------------- |
| 1   | Ingress: The Animation               | 18 de octubre de 2018        | 27 de diciembre de 2018     | 11   | Craftar                           | Basado en un juego móvil de Niantic.                                                     |
| 2   | Revisions                            | 10 de enero de 2019          | 28 de marzo de 2019         | 12   | Shirogumi                         | Trabajo original.                                                                        |
| 3   | Carole & Tuesday                     | 11 de abril de 2019          | 3 de octubre de 2019        | 24   | Bones                             | Trabajo original.                                                                        |
| 4   | Beastars                             | 10 de octubre de 2019        | 26 de diciembre de 2019     | 12   | Orange                            | Basado en una serie de manga escrita por Paru Itagaki.                                   |
| 5   | Kūtei Dragons                        | 9 de enero de 2020           | 26 de marzo de 2020         | 12   | Polygon Pictures                  | Basado en una serie de manga escrita por Taku Kuwabara.                                  |
| 6   | BNA: Brand New Animal                | 9 de abril de 2020           | 24 de junio de 2020         | 12   | Trigger                           | Trabajo original.                                                                        |
| 7   | Great Pretender                      | 8 de julio de 2020           | 16 de diciembre de 2020     | 23   | Wit Studio                        | Trabajo original.                                                                        |
| 8   | Beastars 2da temporada               | 5 de enero de 2021           | 25 de marzo de 2021         | 12   | Orange                            | Secuela de Beastars                                                                      |
| 9   | Cestvs: The Roman Fighter            | 15 de abril de 2021          | 24 de junio de 2021         | 11   | Bandai Namco Pictures Logic&Magic | Basado en una serie de manga escrita por Shizuya Wazarai.                                |
| 10  | Night Head 2041                      | 15 de julio de 2021          | 30 de septiembre de 2021    | 12   | Shirogumi                         | Basado en una serie de televisión creada por George Iida.                                |
| 11  | Muv-Luv Alternative                  | 7 de octubre de 2021         | 23 de diciembre de 2021     | 12   | Yumeta Company Graphinica         | Basado en una novela visual de âge.                                                      |
| 12  | Heike Monogatari                     | 13 de enero de 2022          | 17 de marzo de 2022         | 11   | Science Saru                      | Basada en una novela escrita por Hideo Furukawa.                                         |
| 13  | Estab-Life: Great Escape             | 7 de abril de 2022           | 23 de junio de 2022         | 12   | Polygon Pictures                  | Parte de un proyecto multimedia creado por Gorō Taniguchi. Coproducción con Crunchyroll. |
| 14  | Muv-Luv Alternative: Season 2        | 6 de octubre de 2022         | 22 de diciembre de 2022     | 12   | Yumeta Company Graphinica         | Secuela de Muv-Luv Alternative.                                                          |
| 15  | Ōyukiumi no Kaina                    | 12 de enero de 2023          | 23 de marzo de 2023         | 11   | Polygon Pictures                  | Trabajo original creado por Tsutomu Nihei. Coproducción con Crunchyroll.                 |
| 16  | Undead Girl Murder Farce             | 6 de julio de 2023           | 28 de septiembre de 2023    | 13   | Lapin Track                       | Basada en una serie de novelas escritas por Yugo Aosaki.                                 |
| 17  | KamiErabi God.app                    | 5 de octubre de 2023         | 20 de diciembre de 2023     | 12   | Unend                             | Obra original creada por Yoko Taro.                                                      |
| 18  | Metallic Rouge                       | 11 de enero de 2024          | 4 de abril de 2024          | 13   | Bones                             | Obra original creada por Yutaka Izubuchi.                                                |
| 19  | Kenka Dokugaku                       | 11 de abril de 2024          | 27 de junio de 2024         | 12   | Okuruto Noboru                    | Basado en una serie de manhwa escrita por Taejun Pak.                                    |
| 20  | KamiErabi God.app Season 2           | 3 de octubre de 2024         | 18 de diciembre de 2024     | 12   | Unend                             | Secuela de KamiErabi God.app.                                                            |
| 21  | Honey Lemon Soda                     | 9 de enero de 2025           | 27 de marzo de 2025         | 12   | J.C.Staff                         | Basado en una serie de manga escrita por Mayu Murata. Coproducción con Crunchyroll.      |
| 22  | The Beginning After the End          | 2 de abril de 2025           | 18 de junio de 2025         | 12   | Studio A-Cat                      | Basado en una serie de novelas web escrita por TurtleMe. Coproducción con Crunchyroll.   |
| 23  | Onmyō Kaiten Re:Birth                | 3 de julio de 2025           | TBA                         | TBA  | David Production                  | Trabajo original creado por Fujiko Sakuno, Hideya Takahashi y Akutō Sato.                |
| TBA | The Beginning After the End Season 2 | 2026                         | TBA                         | TBA  | Studio A-Cat                      | Secuela de The Beginning After the End.                                                  |